# Oxynoemacheilus mesudae
Oxynoemacheilus mesudae és una espècie de peix pertanyent a la família dels balitòrids i a l'ordre dels cipriniformes.

## Etimologia
L'epítet mesudae fa referència a la mare de F. Erk'akan: Mesude Kaynak.

## Descripció
El cos, allargat, fa 7,2 cm de llargària màxima. 10 radis tous a l'única aleta dorsal i 7-8 a l'anal. Aletes pectorals amb 11-11 radis tous i pelvianes amb 8-8. Absència d'aleta adiposa. Aleta caudal més o menys truncada. Línia lateral completa. Els mascles tenen plecs suborbitals i les aletes pectorals més allargades que les femelles. Es pot distingir de tots els seus congèneres per la forma de la bufeta natatòria, la coloració i alguns altres trets del cos.

## Hàbitat i distribució geogràfica
És un peix d'aigua dolça, demersal i de clima subtropical, el qual viu a Àsia: el llac Işıklı i els rius Büyük Menderes, Küçük Menderes i Gediz a Anatòlia (Turquia).

## Estat de conservació
Les seues principals amenaces són l'extracció d'aigua, la construcció de preses i la disminució de precipitacions a causa del canvi climàtic. La Unió Internacional per a la Conservació de la Natura recomana encaridament avaluar el fons hidrològic del centre d'Anatòlia i declarar totes les fonts i rierols de la zona com a monuments nacionals a fi i efecte de garantir la seua supervivència.

## Observacions
És inofensiu per als humans i el seu índex de vulnerabilitat és baix (19 de 100).